# Castagniers
Castagniers é uma comuna francesa, situada no departamento de Alpes-Maritimes e na região de Provence-Alpes-Côte d'Azur. 

## Geografia
A cidade de Castagniers fica a 20 km de Nice. O nome parece ter origem num castanheiro secular que oferecia abrigo aos viajantes.
A vila tem a particularidade de ser muito extensa. Ela reagrupa vários lugarejos cujos nomes são muito evocadores: Les moulins(Os Moinhos), le Carretier, la Grotte, la Garde, le Vignon, etc.

## História
A comuna de Castagniers foi criada em 1874 separando-se da de Aspremont, com cuja história se confunde (feudo até à Revolução Francesa).

## Administração
| Período                                      | Nome                      | Partido | Qualidade |
| -------------------------------------------- | ------------------------- | ------- | --------- |
| Março de 2001                                | M. Jean-François Spinelli |         |           |
| Os dados anteriores são ainda desconhecidos. |                           |         |           |

## Demografia
| 1962                           | 1968 | 1975 | 1982 | 1990 | 1999 |
| ------------------------------ | ---- | ---- | ---- | ---- | ---- |
| 692                            | 820  | 958  | 1076 | 1229 | 1359 |
| Número retido a partir de 1968 |      |      |      |      |      |

## Lugares e monumentos
A dois passos da velha vila fica situado o mais antigo bairro de Castagniers, Le Masage, cujas casas datam de 1870 com várias ruas pavimentadas e ruas abobadadas. Vários caminhos à volta da vila convidam à descoberta da natureza tipicamente mediterrânica. Para os mais ousados, uma caminhada ao Mont Cima (878 m) permitirá a observação de um panorama grandioso.

### Monumentos a Visitar
- Moinho de azeite, sempre em actividade
- Padaria de fogo de lenha
- Abadia Dame de la Paix, convento cisterciense onde existe uma chocolataria

## Turismo
A vila possui três hotéis e dois restaurantes.